# 德米特里一世 (塞琉古帝国)
德米特里一世（救主）（希腊语：Δημήτριος Α`，天主教翻译为德默特琉一世，前185年—前150年6月）希臘化塞琉古帝国国王（前162年－前150年在位）。德米特里一世为塞琉古四世之子。他在其父在位时期一直在罗马当人质，然而在前162年，德米特里一世从罗马逃出，并擊敗了他年幼的堂弟安条克五世和攝政呂西阿斯，登上了塞琉古帝国的王位。
在他在位期間內，他平定自立為王的米底亞總督提馬克斯，提馬克斯的一个兄弟赫拉克利德斯决心为提馬克斯复仇，找來一位自称是安条克四世私生子的亞歷山大一世，发动一場对德米特里一世的叛乱。前150年德米特里一世在與亞歷山大一場戰役中戰死，隨著德米特里去世，塞琉古帝國陷入一系列內戰，使國力逐漸江河日下。

## 早年和羅馬為質
德米特里大約在前185年出生，父親是塞琉古帝國塞琉古四世，他的母親是王后勞迪絲四世，另外還有幾個兄弟姊妹。在羅馬-塞琉古戰爭戰敗後的阿帕米亞和約中，其中一條條款就是規定塞琉古帝國需派出王族成員至羅馬為人質，因此德米特里作為長子，他在很年輕的時候就被父王塞琉古四世被送往羅馬共和國為人質，取代叔叔安條克四世的任務。然而，在前175年他的父親塞琉古四世被大臣赫利奧多羅斯所殺，此時德米特里年紀太輕且不在國內，他的弟弟安條克被赫利奧多羅斯擁立為王。他的叔叔安條克四世此時在帕加馬王國的幫助下，趁著這個機會返回國內殺了赫利奧多羅斯，並奪取了王位。當安條克四世遠征上部行省中駕崩，負責留守首都安條克的呂西阿斯擁立年僅9歲的安條克五世繼位，整個大權落在帝國攝政呂西阿斯的手裡。
此時德米特里已經22歲了，他請求羅馬元老院來幫他來奪取王位，但羅馬人寧願見到塞琉古帝國的統治者是一位幼童而不是成年人，而拒絕了德米特里的請求。兩年後，羅馬派遣大使依據阿帕米亞和約中的條款監督賽留古帝國的軍備，強迫帝國鑿沉安條克四世時期重建的艦隊，並斬斷戰象的腳筋，這喪權辱國的行為進一步削弱呂西阿斯和安條克五世的威望。德米特里再一度向羅馬元老院請求放他自由，並以自身現在的身份對安條克五世起不到人質的作用，但此舉還是被拒絕，因為羅馬人認為年幼的塞琉古國王比較好欺壓。德米特里在羅馬的生活結識許多希臘知名人士，其中在古希臘政治家兼歷史學家波利比烏斯、托勒密六世大使麥尼拉斯和朋友阿波羅尼烏斯的幫助下，他從羅馬成功脫逃。
脫逃後德米特里很快就收到國內外希臘人的支持，讓他獲得一支雇傭軍和艦隊，在前162年10月他進入敘利亞地區的黎波里城，很快就被擁立為王，而安條克五世及帝國攝政呂西阿斯皆被他處死。

## 登上王位

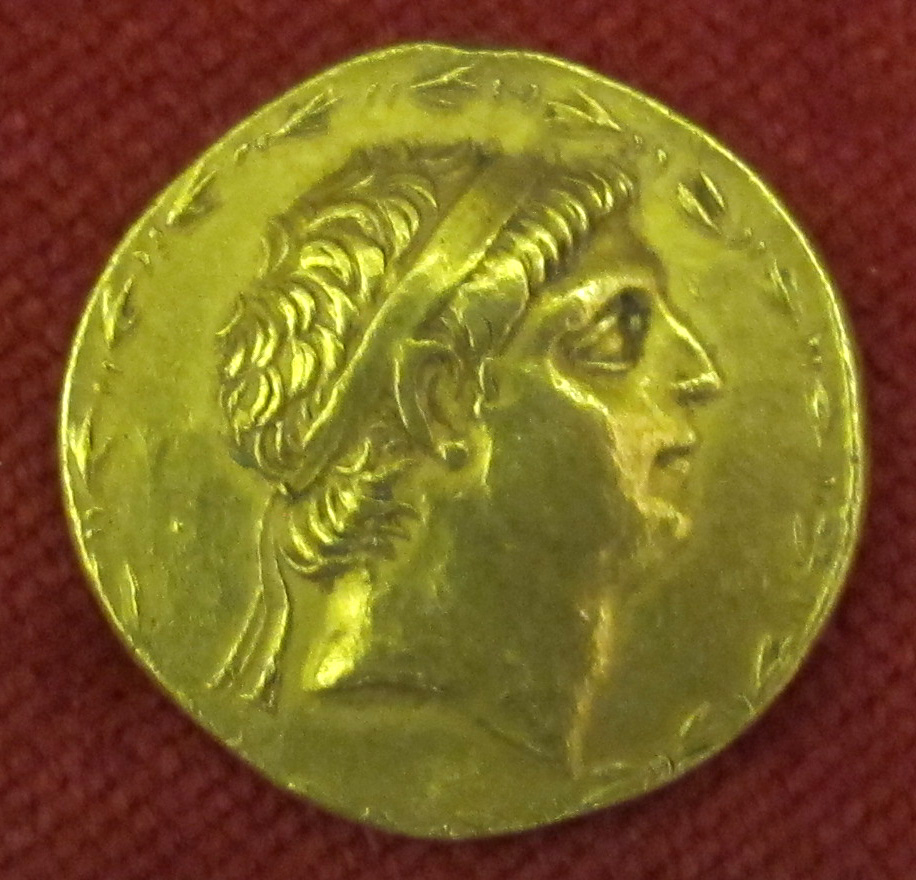
德米特里一世的錢幣.

德米特里一世即位後，並不是各地總督全都效忠於他，一些總督曾是安條克四世的夥友，對他們來說德米特里的上位不是合法的。在這種情況下一些總督宣布獨立，如米底亞的提馬克斯。提馬克斯原本是米底亞總督，在守衛米底亞對抗安息人侵擾時表現傑出，他很可能以德米特里篡奪王位為由，宣佈獨立並自立為王，隨後提馬克斯率軍征服了塞琉西亞所在的巴比倫尼亞。德米特里率領帝國主力東征，在前160年擊敗叛變的提馬克斯，解放塞琉西亞、巴比倫和埃克巴坦那等大城市，成功收復帝國東部行省。其中巴比倫人為了感念德米特里一世幫助他們從提馬克斯的暴政中解放出來，膜拜他為「救主」（Soter）。
在猶太歷史的記載中，德米特里一世他曾派遣大軍擊殺了馬加比起義領導人猶大·馬加比，這件事隨著《馬加比書》被後世一些「基督宗教」教派納入正典之中後，更在教會史中廣為流傳。在記載中，前162年德米特里一世即位不久後就任命阿爾息穆斯（Alcimus）為新任的猶太大祭司，他成功引導一些猶太人希臘化，但這導致猶大·馬加比再度起兵反抗。隨後德米特里一世派遣大將巴吉底（Bacchides）率領大軍平亂，巴吉底從叛軍控制下取回多座猶太城市，並於前160年的厄拉撒戰役擊殺猶大·馬加比，成功讓塞琉古帝國收復該地區，並維持安穩數年。
大約在前160年，德米特里有意把自己姊妹勞迪絲五世嫁給卡帕多奇亞王國國王阿里阿拉特五世，但被拒絕。這使德米特里一世決定扶持歐洛斐涅斯成為卡帕多奇亞國王，並借兵給歐洛斐涅斯引發內戰，最終在前157年阿里阿拉特五世被迫流亡羅馬共和國，以歐洛斐涅斯勝利告終。德米特里一世後來可能迎娶自己的姊妹勞迪絲五世為王后，他們育有三個兒子，分別為德米特里二世、安條克七世和安提柯。
當初埃及托勒密六世曾派人幫助德米特里逃離羅馬，從自從德米特里一世奪得王位後，他與托勒密六世之間的利益隨即改變，兩國的敵意越來越重，雙方都預期會有戰爭而開始準備。在前158年或前154年之時，德米特里引用托勒密六世的賽普勒斯總督阿基亞斯（Archias）以500塔兰同的價格把塞普勒斯島賣給自己，但在轉交計畫執行前阿基亞斯就被六世給抓捕並自殺身亡，這次事件讓雙方關係更陷入緊張。
德米特里的統治不算成功，他的臣民對他越來越不滿，要求他退位的聲音也越來越大。其中德米特里的軍隊中有名外籍士兵安德里斯庫斯，宣稱自己是馬其頓王國末代王子腓力，並讓許多德米特里的人民相信他的身份。一些民眾要求德米特里一世幫助這位假王子復國，並威脅若拒絕請求的話德米特里應該下台。德米特里並不相信這位假王子的身份，未免事態擴大，德米特里連忙派人把這位假王子直接送往羅馬。

## 兵敗和戰死
自從自立為王的提馬克斯被擊敗後，他的弟弟赫拉克利德斯倖存下來，他的復仇最終導致德米特里敗亡。赫拉克利德斯擁護一位亞歷山大，他自稱是安條克四世之子，赫拉克利德斯幫助他向德米特里一世奪取王位。他們成功從羅馬元老院得到認可和幫助，最終亞歷山大一世於前152年率領雇傭軍成功登陸托勒邁斯·阿卡，並據此為根據地並宣稱為為塞琉古帝國合法統治者，發動內戰。
儘管猶太人只是德米特里一世統治下諸多民族其中一支，但詳細記錄了這次的事件。戰死的猶大·馬加比有一個弟弟約拿單·亞腓斯，他繼承了馬加比家族領導地位。此時他與德米特里一世協商了一個協定，要求德米特里的塞琉古軍隊從猶地亞地區撤離，來換取約拿單·亞腓斯在塞琉古帝國內戰中支持德米特里。然而，當亞歷山大一世用更好的條件勸誘約拿單·亞腓斯時，約拿單很快就撕毀與德米特里的協定，加入了亞歷山大陣營對抗德米特里，這讓約拿單得到猶太大祭司的頭銜與猶地亞統帥（strategos）的職位。儘管約拿單·亞腓斯的出身祭司家族，但依前例是不能繼承大祭司頭銜的，因他們家族不具有「撒督」（Zadok）血脈，然而在亞歷山大一世的任命下，約拿單在前152年，也是猶太的提斯里年（Tishri）時就任大祭司，並讓他手下的猶太士兵去協助亞歷山大。德米特里一世得知約拿單叛離的消息，連忙寫信用更優渥的條件拉攏他。可能約拿單信任亞歷山大，或他不相信德米特里，或是認為亞歷山大更可能打贏內戰，仰或三者的考慮都有，約拿單最終沒有同意德米特里新的條件。
前150年，德米特里一世在戰場上被亞歷山大擊敗，兵敗被殺，至此亞歷山大成為塞琉古帝國唯一的統治者，結束了內戰。後世的希臘詩人康斯坦蒂諾斯·卡瓦菲斯在1919年寫了一首詩，內容描述德米特里在羅馬為人質的生活。

## 註腳
1. ↑  瑪加伯上. 11.12
2. ↑  Grainger，2016，第44頁
3. ↑  Grainger，2016，第46頁
4. ↑  Grainger，2016，第64頁
5. 1 2  阿庇安, Roman History: Syrian Wars 8.46
6. 1 2 3   此句或之前多句包含来自公有领域出版物的文本: Chisholm, Hugh (编). .  7 (第11版). London: Cambridge University Press: 983. 1911.
7. 1 2  阿庇安, Syrian Wars 9.45 （页面存档备份，存于）
8. ↑   1 Maccabees 6:17
9. ↑  波利比烏斯 31.2
10. ↑  波利比烏斯 31.11
11. ↑  波利比烏斯 31.12
12. ↑  2 Maccabees 14.01.
13. ↑  巴柯巴, 比撒列. . Cambridge University Press. 1989: 544. ISBN 0521323525.
14. ↑  許雷爾, 埃米爾. . 由MacPherson, John翻译. Hendrickson Publishers. 1896: 226 [1890]  [October 8, 2021]. ISBN 1565630491.
15. ↑  約瑟夫斯, Jewish Antiquities 12.10.
16. ↑  Boris Chrubasik，2016，第145頁
17. ↑  Boris Chrubasik，2016，第146頁
18. ↑   1 Maccabees 7:9
19. ↑   1 Maccabees 9:4
20. ↑  Daniel Ogden，2010，第147頁
21. ↑  Grainger，2010，第321頁和第325頁
22. ↑  波利比烏斯 33.5
23. ↑  Grainger，2010，第326–328頁
24. ↑  西西里的狄奧多羅斯，31.40a
25. 1 2  許雷爾, 埃米爾. . 由MacPherson, John翻译. Hendrickson Publishers. 1896: 241–242 [1890]  [October 8, 2021]. ISBN 1565630491.
26. ↑  Josephus, Jewish Antiquities 13.35.
27. ↑  Josephus, Jewish Antiquities 13.2.
28. ↑  1 Maccabees 10:21
29. ↑  1 Maccabees 10:25
30. ↑  1 Maccabees 10:57
31. ↑  約瑟夫斯, Jewish Antiquities 13.80.
32. ↑  Δημήτριου Σωτήρος （页面存档备份，存于）, snhell.gr